# Comté de Menominee (Michigan)
Pour les articles homonymes, voir Comté de Menominee.
Le comté de Menominee (Menominee County en anglais) est situé dans le sud de la péninsule supérieure de l'État du Michigan, sur le lac Michigan et la frontière de l'État du Wisconsin. Son siège est la ville de Menominee. 
Sa population, selon le recensement de 2000, est 25 326.

## Géographie
Le comté a une superficie de 3 465 km², dont 2 702 km² est de terre.

### Comtés adjacents
- Comté de Marquette (nord)
- Comté de Delta (nord-est)
- Comté de Dickinson (nord-ouest)
- Comté de Marinette, Wisconsin (sud-ouest)